# 好きって言わせる方法
『好きって言わせる方法』（すきっていわせるほうほう）は、永田正実による日本の少女漫画。2008年、読切として発表。その後、読切シリーズとして不定期で掲載されたが、『別冊マーガレット』（集英社）2010年5月号より連載化され、 2013年6月号まで連載された。単行本全9巻。

## あらすじ
西崎菜乃花・16歳。「最高の男」をゲットするために、日々モテ技を磨いている。そんな菜乃花が一目惚れしたのは、料理部部長の河合悠人先輩。あの手この手で手に入れようとするが、どうにもこの先輩にはモテ技が効かなくて…。

## 登場人物
西崎菜乃花（にしざき なのか）
高校1年生。学校一のモテ子。通称：なっちゃん。料理部所属。デジパをかけている。嫉妬心が強く、時々暴走する。女には嫌われる。高校に入ってから付き合った男は6人。現在付き合っているのは、2年の河合悠人。菜乃花曰く、初めての恋。
河合悠人（かわい はると）
高校2年生。料理部の部長。通称：ハルちゃん。料理部の部員には、あだ名をつける。メガネをかけている。パティシエになるのが夢。家族構成は両親と祖母。家業は自転車屋。優しくて癒し系。
安田美沙子（やすだ みさこ）
高校1年生。菜乃花の友達。通称：ミサ吉。名前が重荷。菜乃花の初恋を見守りたいと思っている。
中村志津（なかむら しづ）
高校1年生。菜乃花の友達。山内くんという彼氏がいる。
田巻江利奈（たまき えりな）
高校1年生。ガイダンス合宿で好きだった人を奪われたため、菜乃花が嫌い。同じクラスの向井健康のことが好き。
中川あかり（なかがわ あかり）
高校2年生。男嫌い。通称：ナカちゃん。家が『Inside in River』と言うレストラン。栄養士になることが夢。お父さんがレストランのオーナーで、あかり曰く、従業員に手を出すエロ親父。男が料理することに抵抗がある。
向井建康（むかい たけやす）
高校1年生。爽やか系イケメン。通称：ケンコー。菜乃花のことが好き。河合悠人のことを「兄貴」と呼び慕っている。田巻江利奈に対してはいい女友達だと思っている。

## 書誌情報
- 永田正実『好きって言わせる方法』集英社〈マーガレットコミックス〉、全9巻
  1. 2009年10月23日発売、ISBN 978-4-08-846459-6
  2. 2010年6月25日発売、ISBN 978-4-08-846542-5
  3. 2010年11月25日発売、ISBN 978-4-08-846595-1
  4. 2011年3月25日発売、ISBN 978-4-08-846636-1
  5. 2011年9月23日発売、ISBN 978-4-08-846702-3
  6. 2012年2月24日発売、ISBN 978-4-08-846747-4
  7. 2012年6月25日発売、ISBN 978-4-08-846789-4
  8. 2012年11月22日発売、ISBN 978-4-08-846860-0
  9. 2013年6月25日発売、ISBN 978-4-08-845061-2